# Marosszlatina

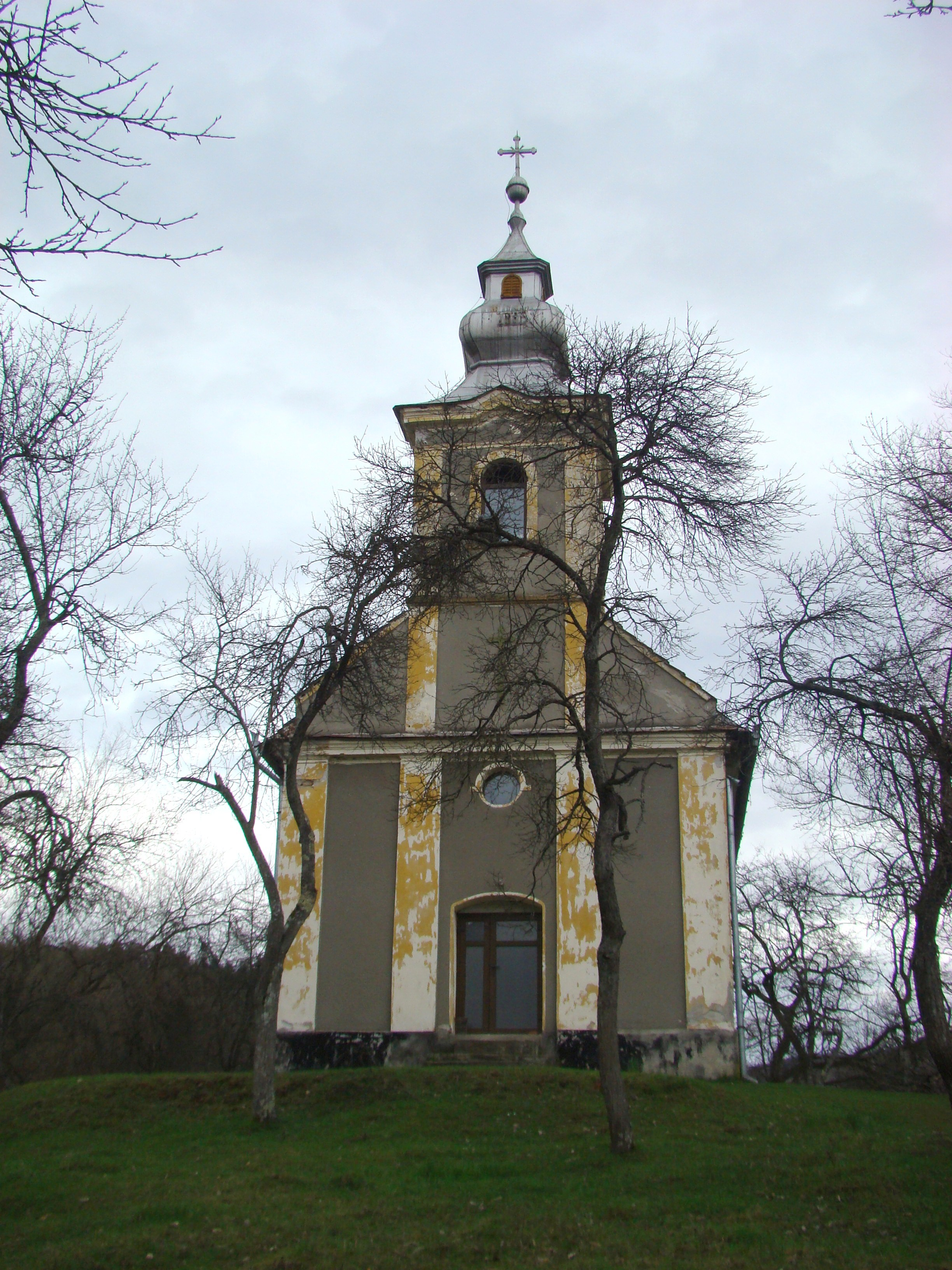
Ortodox templom (1886)

Marosszlatina, 1910 és 1918 között Marosszalatna (románul: Slatina de Mureș) falu Romániában, Arad megyében.

## Fekvése
A Zarándi-hegységben, Lippától 40 km-re északkeletre található.

## Nevének eredete
Neve szláv eredetű – a slatina szó a délszlávban 'savanyúvízforrás'-t, a csehben 'ingovány'-t jelent. Először 1439-ben említették, Sclathyna és Slathyna néven.

## Története
Lakói a 18–19. században fakitermeléssel, szénégetéssel és hamuzsírfőzéssel foglalkoztak. A kevés szántóföldön egyoldalúan csak kukoricát termesztettek, a birtokok szétaprózódtak, szinte minden családfőnek mellékkeresetre volt szüksége. Nagy részüket az 1874-ben lezajlott tagosítás is hátrányosan érintette.
Uradalma, amely Alsószakács és Madarsák határának jó részére is kiterjedt, 15700 kataszteri hold területet foglalt el és 97%-ban erdőkből állt. Az 1880-as évekig a gróf Wickenburg család birtokolta, majd tőlük árverésen Munk H. és fiai fakereskedelmi vállalata vásárolta meg. A cég a falu felett, a Drócsa hegy lábánál gyártelepet épített, amely nemsokára Arad vármegye legnagyobb faipari gyárává nőtt. A korábbi irtások helyén fenyőerdőket ültetett, és 1885-ben húsz kilométer hosszú ipari vasutat épített Tótváradig. Ezt kezdetben lovak vontatták, de az 1890-es években, az akkori Magyarország erdei vasútjai között elsőként átálltak a villamos meghajtásra. A villanyvilágítást is az elsők között vezették be a telepre. A Madarsák felé lejtő 18°-ban lejtő hegyoldalon 500 méter hosszú siklót építettek. A fűrészeket gőzerő működtette. A gyárak deszkákat, bükk parkettát, hordókat, fagyapotot, 1895-től esernyőnyeleket és sétabotokat, a vegyipari gyár kátrányt, ecetsavat, metil-alkoholt állított elő. A gyártelepen 1000–1200 munkás dolgozott, zömükben román, de magyar, német és más anyanyelvűek is. Gyermekeik számára a cég magyar tannyelvű iskolát tartott fenn.
Helyben termesztett régi alma tájfajták a sikulai (șiculane), pap (popești), érdes (aspre), kerekített (rotilate), telelő (iernarețe) és a meddő (sterpe).

## Népessége
- 1880-ban 436 lakosából 412 volt román, 9 német és 13 egyéb anyanyelvű; 443 ortodox, 21 római katolikus és 7 zsidó vallású volt.
- 2002-ben 223 román anyanyelvű lakosából 168 volt ortodox és 34 pünkösdista vallású.

## Híres emberek
- Itt született 1822-ben Szillányi Péter Klapka komáromi vezérkari főnöke, alezredes.
- Itt született 1897-ben Szenes Piroska író, újságíró.
- Itt ölték meg rablógyilkosok az 1849. augusztus 15-ről 16-ra virradó éjszakán Madách Imre nővérét, Máriát, annak férjét, Balogh Károly honvédőrnagyot és gyermeküket.

## További információ
- Falutérkép Archiválva 2016. március 4-i dátummal a Wayback Machine-ben